# 新 銀河ヒッチハイク・ガイド
新 銀河ヒッチハイク・ガイド（しん ぎんがヒッチハイク・ガイド、原題：And Another Thing...）は、アイルランドの作家オーエン・コルファーによって2009年に執筆された、イギリスの脚本家ダグラス・アダムス原作のスラップスティックSFシリーズ『銀河ヒッチハイク・ガイド』の第6作目にして最終話。
アダムスは第5作『ほとんど無害』が事実上のバッドエンドで終わったことを受け、6作目を執筆する意欲を見せていたが、2001年に死去したため果たせなかった。そのため、コルファーが本作を公式続編として執筆している。
原題の“And Another Thing...”は第4作『さようなら、いままで魚をありがとう』からの引用であり、遠雷を「負けた議論を『もう一つ言いたいことが・・・』と蒸し返す人」に例えたもの。本作が半ばシリーズの蛇足に近いことを表している。

## あらすじ
ストーリーは前作『ほとんど無害』のラストを引き継ぐ形で始まる。
アーサー・フォード・トリリアン・ランダムの4人は、グレビュロン人による地球破壊から間一髪で逃れ、各々おおむね平和な余生を送っていた……はずだった。しかし突如として平穏は破られる。今まで現実だと思っていたのは、彼らの悲惨な運命を哀れんだ『銀河ヒッチハイク・ガイド』2号が見せた束の間の幻覚に過ぎなかったのである。『ガイド』のバッテリー切れで再び破壊直前の地球に引き戻される4人。
危機一髪のところで昔馴染みのゼイフォードが(意図せずして)助けに駆けつけるも、思わぬハプニングで宇宙船の機能がフリーズ。進退極まった5人は仕方なく、その場に居合わせた不死人のエイリアン・ワウバッガーを「助けてくれたら殺してやる」と説き伏せて地球脱出に成功する。
ワウバッガーを殺せるであろう神族と話をつけるため、ゼイフォードは一路アスガルドへ。一方ワウバッガーの船に残ったアーサーたちは、自分たち以外にも別ルートで脱出した地球人がいること、彼らの植民星をまたしてもヴォゴン人が狙っていることを知る。

## キャラクター

### 主要登場人物
アーサー・デント
ラジオ局で働いていた、さえない英国人。地球が最初に爆破された際、フォードに助けられて宇宙放浪の旅に出る。
前作で恋人のフェンチャーチを喪ったことをいまだに引きずっている。ヴォゴン人が生き残りの地球人を狙っていることを知り、これ以上被害者を出すまいとナノ星へ赴く。
フォード・プリーフェクト
ベテルギウス人。『銀河ヒッチハイク・ガイド』の現地調査員であり、出身を隠してアーサーの友人になった。アルコール飲料に目が無い。
ベテルギウス人特有の能天気な性格であり、皮肉がなかなか通じない。前作で『ガイド』の編集長に殺されかけた意趣返しとして、『ガイド』本社のコンピュータに細工を施し、クレジットカードの経費が限度額なしで使えるようになった。
トリリアン・アストラ
星間レポーターの英国人女性。本名はトリシア・マクミラン。最初に地球が爆破される数日前、ゼイフォードに誘われて宇宙へ飛び出した。
娘のランダムとの距離を測りかねている。何かにつけランダムといがみ合うワウバッガーに当初は反発するが、次第にロマンスへと発展してゆき…
ランダム・デント
トリリアンの娘。アーサーが宇宙船の旅費を賄うために提供した精子から、人工授精で生まれた。誰に対してもかなり反抗的な性格。
星間レポーターの仕事にかまけて自分を顧みない母と、情けない(生物学上の)父を嫌っている。
ゼイフォード・ビーブルブロックス
もと銀河帝国大統領。フォードのまたいとこ。自己顕示欲が強く、いい加減な性格。双頭であり3本腕だが、本作では体についている頭は一つである。
地球の富豪たちに恩を売って一儲けしようと企み、惑星ナノにヒルマンたちを移住させた張本人。自分と交友のある雷神トールならばワウバッガーを殺せると考え、アスガルドへ赴く。
左脳
ゼイフォードから見て左側についていた頭。本体から分離し、クリスタル球に収まっている。
『黄金の心』号の制御を、船積コンピュータのエディから引き継いでいる。ちゃらんぽらんな性格のゼイフォードとは対照的にかなり理知的であり、本体をアホ呼ばわりすることも珍しくない(胴体についていた頃は、右脳に抑えつけられていたとのこと)。

### その他の登場人物
バウリック・“無限引き伸ばされ”・ワウバッガー
ゴムバンド絡みの事故によって、後天的に不死性を獲得した異星人。第3作『宇宙クリケット大戦争』からのゲストキャラ。
数千年を無為に過ごすうちに人生がやり切れなくなり、宇宙各地を回ってありとあらゆる生命体を罵倒することを生きがいにしている。自分を殺してくれると聞いて一行を宇宙船に載せるが、トリリアンとの間に愛情が芽生えたことで死を躊躇し始める。
ヒルマン・ハンター
アイルランド人の天才セールスマン。『ナノ教』という新興宗教をでっち上げ、教祖として富豪の老人たちをまとめている。
信者たちの金に目を付けたゼイフォードの持ちかけに乗り、地球の爆破前に惑星ナノへ移住して指導者となった。移住後に住民たちの間で宗教や階級をめぐる軋轢が生じたため、ナノ星の神となって人々を直接まとめてくれる神族の採用試験を行っている。
トール
惑星アスガルドに住まうアサ神族の一人。魔法のハンマー『ミョルニール』を操る雷神。
ゼイフォードの友人だが、以前ゼイフォードの口車に乗って売名のために行った変態的なパフォーマンスが原因で信者からの人気が暴落したため、自信を喪失し、今では世界樹イグドラシルの根元にある場末の酒場〈ウルズの泉〉で日がな一日飲んだくれている。
プロステトニック・ヴォゴン・ジェルツ
頑固で官僚主義的なことから銀河でも嫌われている種族・ヴォゴン人の官僚。
超空間バイパス建設のために地球の破壊を担当した人物。前作ではグレビュロン人を利用して破壊を行うことにより、書類仕事の手間を省くことに尽力した。地球人がナノ星に移住したと知り、仕事を完遂するために彼らを追う。
コンスタント・モーン
ヴォゴン人。ジェルツの部下であり、実の息子でもある。
食中毒がきっかけで良心に目覚めた。地球人を絶滅させることに罪悪感を覚え、父親の裏をかいてナノ教徒たちを救おうとする。
フェンチャーチ
アーサーが並行世界の地球で出会った運命の恋人。
第5作『ほとんど無害』で超空間ジャンプの際に消滅してしまう。本作ではワウバッガーの宇宙船のコンピュータが、アーサーにとって親しみやすい人物として彼女の姿をとる。

## 用語
銀河ヒッチハイク・ガイド
小熊座のメガドード出版社が出した、ヒッチハイカーのための星間旅行案内書。
亜空間通信網を利用した電子本。遺漏や不正確な記述に関しては「現実が間違っている」で通している。
銀河ヒッチハイク・ガイド第2号
見た目は鳥の姿をした、新型のガイド。「ただ一冊のガイドを何度も繰り返し売る」という発想のもと、全宇宙のあらゆる並行世界にくまなく存在している。
ヴォゴン人に利用され、甘言を弄して地球出身のアーサーたちを帰還させたうえで、あらゆる並行世界から地球を消し去るために暗躍した。利用者の役に立ちたいという感情は持ち合わせており、アーサーたちの運命を不憫に思って「地球の破壊を無事に逃れた」という設定のもとで夢を見させていた(ヴォゴン人の命令と矛盾するので実際に脱出させることはできなかった)。本作は、バッテリー切れで一行が夢から覚めるところから始まる。
『黄金の心』号
ゼイフォードが大統領の地位を濫用し、進水式から堂々と盗み出した最新鋭の宇宙船。
『無限不可能性ドライブ』という装置を実装しており、「宇宙のあらゆる地点に同時に存在する」という不可能を一時的に可能にすることでワープ航法を行っている。
多重帯（プルーラル・ゾーン）
複数の並行世界が重なって存在している空間。地球はたまたまここに存在したため、ヴォゴン人は一度地球を破壊しても、別の時間軸から「破壊されていない地球」が飛び出してくることに気付き、『ガイド』2号を利用した計画を立てた。
多重帯生まれの種族は、超空間飛行は避けるのが望ましいとされている。
神族
オーディン・ゼウス・オシリス・クトゥルフ等のいわゆる神。基本的に不死。
超常的な能力で宇宙各地の人々に崇拝されていたが、科学の発展等に伴って次第にありがたみが薄れ、今では多くの神族は自分たちの故郷である惑星(アサ神族ならアスガルド)に引きこもっており、進んで人間と関わろうとしない。
惑星ナノ
ヒルマンがでっち上げた架空の惑星。ヒルマンは、ナノ教徒は終末に際して宇宙船で惑星ナノへ移住できると説き、信者達をまとめていた。
これだけならただの与太話だったが、信者が例外なく(入信の条件で)富豪であることに目を付けたゼイフォードは、オーダーメイドの惑星製造業を営むマグラシア星人たちから底値で購入した熱帯の惑星にヒルマン達を移住させて一儲けした。名前はヒルマンが後付けしたもの。

## 邦訳
1. 『新 銀河ヒッチハイク・ガイド 上』（河出書房新社、オーエン・コルファー著、2011年5月10日発行、安原和見訳 ISBN 978-4-309-46356-8）
2. 『新 銀河ヒッチハイク・ガイド 下』（河出書房新社、オーエン・コルファー著、2011年5月10日発行、安原和見訳 ISBN 978-4-309-46357-5）